# Lara Croft
Lara Croft je fiktivní postava, hlavní hrdinka série počítačových her Tomb Raider. Jde o britskou archeoložku, která pátrá po rozličných bájných artefaktech.

## Základní informace
- váha: 63 kg
- krevní skupina: AB
- barva vlasů: tmavě hnědá
- barva očí: hnědá
- velikost šatů: 8
- velikost bot: 41
- oblíbený film: Aquirre
- oblíbená hudba: klasika a irští U2
- oblíbený nápoj: suché červené víno
- oblíbené jídlo: fazole s topinkou
- záliby: cokoli adrenalinového (horolezectví, potápění, běh, lyžování, jízda na čemkoli rychlém)
- oblíbení hrdinové: antičtí jako Héraklés, Odysseus apod.
- oblíbené oblečení: hnědé šortky, zelené nebo modré tílko, pohodlné boty, sluneční brýle, kožený opasek a pouzdra na pistole, batoh
- zvláštnosti: hluboké znalosti historie, několika světových jazyků, archeologie; poradí si s jakýmkoli rébusem; extrémně fyzicky zdatná; umí zacházet s jakoukoli střelnou zbraní a hojně toho využívá (Desert Eagle, různé Magnum, HaK Super P8 a další).

## Výchova a vzdělání
- soukromé vyučování: 3–11 let
- wimbledonská dívčí střední škola: 11–16 let
- gordonstoneská internátní škola ve Skotsku: 16–18 let
- soukromá dívčí škola ve Švýcarsku: 18–21 let

## Úspěchy
- objevení mnoha archeologických artefaktů např. Xianská dýka, atlantský Scion, Kopí osudu
- objevení nových archeologických nalezišť např. Atlantské pyramidy, Ztracené údolí, Mexiko...
- navštívila Oblast 51
- ulovení seskveče, ulovení Tyranosaura Rexe...
- objevení rasy Nefilim, oživení egyptského boha Sutech, Setha...

Na svých výpravách zavítala mj. do Egypta, Mexika, Řecka, Atlantidy, Číny, Antarktidy, Bolívie, Itálie, Indie, Nevady, Anglie, Kambodže, Irska, Kazachstánu, Japonska, Peru a České republiky.

## Lara Croft a Česká republika
Ve hře Tomb Raider: The Angel of Darkness slavná archeoložka zavítala i do Prahy.

## Stručný životopis
Coby dcera lorda Henshingly Crofta prožila své bezstarostné dětství na rodném panství v prostředí vysoké britské aristokracie. Na škole ve Skotsku se začala věnovat horolezectví a střelbě, ve Švýcarsku se pak věnovala extrémnímu lyžování a prázdniny strávila v Himálaji. Na zpáteční cestě její letadlo ovšem havarovalo. Lara jediná přežila. Po dvou týdnech útrap se ocitla ve vesnici Tokakeribi. V důsledku této zkušenosti se změnil celý její dosavadní život. Vrhla se po hlavě do dobrodružného života, plného vzrušení a nebezpečí. Proti tomu ovšem byli nejen její rodiče, ale i bývalý snoubenec Earl of Farrington.
V Anglii se většinou zdržuje na svém zámečku v Surrey. Je autorkou bestsellerů Tyranosaurova čelist u mé hlavy a Zabití Bigfoota.
Jejím neocenitelným průvodcem, učitelem a přítelem, který v ní podnítil lásku k historii a záhadám, byl profesor Werner von Croy.

## Hry série Tomb Raider
- Tomb Raider (1996)
- Tomb Raider II: The Dagger of Xian (1997)
- Tomb Raider III: Adventures of Lara Croft (1998)
- Tomb Raider: The Last Revelation (1999)
- Tomb Raider: Chronicles (2000)
- Tomb Raider: The Angel of Darkness (2003)
- Tomb Raider: Legend (2006)
- Tomb Raider: Anniversary (2007)
- Tomb Raider: Underworld (2008)

Série Lara Croft
- Lara Croft and the Guardian of Light (2010)
- Lara Croft and the Temple of Osiris (2014)

Restart série Tomb Raider
- Tomb Raider (2013)
- Rise of the Tomb Raider (2015)
- Shadow of the Tomb Raider (2018)

## Filmy
- Lara Croft – Tomb Raider (2001)
- Lara Croft – Tomb Raider: Kolébka života (2003)

O místo role hlavní hrdinky ve filmu Lara Croft – Tomb Raider byl mezi hollywoodskými herečkami značný zájem, přislíbenou ji měla například Liz Hurleyová, ale nakonec byla do obou filmů obsazena Angelina Jolie.
- Tomb Raider (2018)

V novém zpracování z roku 2018 ztvárnila roli Lary Croft švédská herečka Alicia Vikander.
Postava Lary se také stala vzorem pro několik fanouškovských filmů.

## Jiné výskyty
Její postava se objevila i ve hrách pro WBox, PS, PSP, Wii, Mac, DS, Game Boy, Java, v komiksech (např. Legenda o Medusině masce), filmech, knihách atd. Americký sociolog Douglas Copland napsal "Lařinu knihu", ve které se jejím fenoménem více než seriózně zabývá.